# Contagio emocional
El contagio emocional es el fenómeno de tener las emociones de una persona y las conductas relacionadas que desencadenan emociones y comportamientos similares en otras personas. Una vista desarrollada por Elaine Hatfield entre otros, es que esto se puede hacer a través del mimetismo automático y la sincronización de las expresiones, vocalizaciones, posturas y movimientos de uno con los de otra persona. Cuando las personas reflejan inconscientemente las expresiones de emoción de sus compañeros, llegan a sentir reflejos de las emociones de esos compañeros. Las emociones se pueden compartir a través de las personas de muchas maneras diferentes, tanto implícita como explícitamente. Por ejemplo, se ha encontrado que el razonamiento consciente, el análisis y la imaginación contribuyen al fenómeno. El contagio emocional es importante para las relaciones personales porque fomenta la sincronía emocional entre las personas. Una definición más amplia del fenómeno sugerida por Schoenewolf es "un proceso en el que una persona o grupo influye en las emociones o el comportamiento de otra persona o grupo a través de la inducción consciente o inconsciente de estados emocionales y actitudes conductuales". El comportamiento se ha encontrado en humanos, primates y perros.

## Etimología
La frase "contagio emocional" incorpora la idea de que los humanos sincronizan sus propias emociones con las emociones expresadas por quienes las rodean, ya sea consciente o inconscientemente. Los psicólogos Elaine Hatfield, John Cacioppo y Richard Rapson lo definen como "la tendencia a imitar y sincronizar automáticamente expresiones, vocalizaciones, posturas y movimientos con los de otra persona y, en consecuencia, a converger emocionalmente" (p.96) ." 
Hatfield teoriza sobre el contagio emocional como un proceso de dos pasos: Paso 1: imitamos a las personas, por ejemplo, si alguien te sonríe, tú le devuelves la sonrisa. Paso 2: nuestras propias experiencias emocionales cambian en función de las señales emocionales no verbales que emitimos. Por ejemplo, sonreír lo hace sentir más feliz y fruncir el ceño haciendo que uno se sienta peor. La imitación parece ser una de las bases del movimiento emocional entre las personas.
El contagio emocional y la empatía tienen una relación interesante, ya que comparten características similares, con la excepción de la capacidad de diferenciar entre experiencias personales y prepersonales, un proceso conocido como individuación. En The Art of Loving, el psicólogo social Erich Fromm explora estas diferencias, sugiriendo que la autonomía es necesaria para la empatía, que no se encuentra en el contagio emocional.

## Factores que influyen
Hay varios factores que determinan la tasa y el alcance de la convergencia emocional en un grupo. Algunos de estos son: estabilidad de la membresía, normas de regulación del estado de ánimo, interdependencia de tareas e interdependencia social. Además de estas propiedades de estructura-evento, existen propiedades personales de los miembros del grupo, como la apertura para recibir y transmitir sentimientos, las características demográficas y el afecto de disposición que influyen en la intensidad del contagio emocional.

### Investigación
La investigación sobre el concepto de contagio emocional se ha llevado a cabo desde una variedad de perspectivas, incluidos los contextos organizacionales, sociales, familiares, de desarrollo y neurológicos. Si bien la investigación preliminar sugirió que el razonamiento consciente, el análisis y la imaginación explicaban la idea del contagio emocional, se concluyó que algunas formas de contagio emocional más primitivo son mucho más sutiles, automáticas y universales.
Los psicólogos Elaine Hatfield y John Cacioppo, junto con Richard Rapson, han investigado extensamente el contagio emocional y han descubierto que las evaluaciones conscientes de los sentimientos de los demás estaban muy influenciadas por lo que decían los demás. Sin embargo, las propias emociones de las personas estaban más influenciadas por las señales no verbales de los demás que por lo que realmente sentían. Reconocer las emociones y reconocer su origen puede ser una forma de evitar el contagio emocional. La transferencia de emociones se ha estudiado en una variedad de situaciones y escenarios, con causas sociales y fisiológicas como dos de las áreas de investigación más importantes.
Además de los contextos sociales mencionados anteriormente, el contagio emocional es un concepto que se ha estudiado dentro de las organizaciones. Schrock, Leaf y Rohr (2008) discuten que las organizaciones, al igual que las sociedades, tienen culturas emocionales que consisten en idiomas, rituales y sistemas de significado, incluyendo reglas sobre los sentimientos que los trabajadores deben, no deben sentir y mostrar. Afirman que el concepto de cultura de la emoción es bastante similar a la noción de "clima de emoción" (p.46), que también se ha denominado sinónimo de moral, moral de la organización y moral corporativa. Además, Worline, Wrzesniewski y Rafaeli (2002) mencionan que las organizaciones tienen una "capacidad emocional" general (p.318), mientras que McColl-Kennedy y Smith (2006) examinan específicamente el concepto de "contagio emocional" (p. en las interacciones con los clientes. Puede decirse que todos estos términos intentan describir un fenómeno similar; cada término es diferente el uno del otro en formas sutiles y algo indistinguibles. La investigación futura podría considerar dónde y cómo se cruzan los significados de estos términos, y cómo difieren.
Un experimento controvertido que demuestra el contagio emocional utilizando la plataforma de redes sociales Facebook se llevó a cabo en 2012 en 689,000 usuarios al filtrar contenido emocional positivo o negativo de sus noticias. El experimento provocó un gran revuelo entre las personas que consideraban que el estudio violaba la privacidad personal. Un estudio posterior confirmó la presencia de contagio emocional en Twitter sin manipular las líneas de tiempo de los usuarios.

## Tipos
Las emociones pueden ser compartidas e imitadas de muchas maneras diferentes. Los primeros investigadores del contagio emocional creían que "el razonamiento consciente, el análisis y la imaginación explicaban este fenómeno". Sin embargo, ahora se sabe que algunas formas de contagio emocional son más sutiles y automáticas de lo que sugerían los primeros teóricos.
Un ejemplo de contagio emocional se muestra en la audición de Paul Potts para Britain's Got Talent, que demuestra cómo un grupo de personas resuena visiblemente con la expresividad emocional del intérprete y se emociona hasta las lágrimas.

### Contagio emocional Implícito
A diferencia del contagio cognitivo, el contagio emocional es menos consciente y más automático. Se basa principalmente en la comunicación no verbal, aunque se ha demostrado que el contagio emocional puede ocurrir, y lo hace, a través de las telecomunicaciones. Por ejemplo, las personas que interactúan a través de correos electrónicos y "chats" se ven afectadas por las emociones del otro, sin poder percibir las señales no verbales.
Una visión, propuesta por Hatfield y sus colegas, describe el proceso de contagio emocional como un comportamiento primitivo, automático e inconsciente. Según este grupo de investigación, se lleva a cabo a través de una serie de pasos. Cuando un receptor interactúa con un emisor, percibe las expresiones emocionales del emisor. El receptor imita automáticamente esas expresiones emocionales. A través del proceso de retroalimentación aferente, estas nuevas expresiones se traducen en sentir las emociones que siente el emisor, lo que conduce a la convergencia emocional.
Otra visión, que emana de las teorías de comparación social, ve el contagio emocional como una exigencia de mayor esfuerzo cognitivo y ser más consciente. De acuerdo con este punto de vista, las personas se involucran en una comparación social para ver si su reacción emocional es congruente con las personas que los rodean. En este caso, el destinatario usa la emoción como un tipo de información social para comprender cómo debería sentirse. Las personas responden diferencialmente a los estímulos positivos y negativos, y los eventos negativos tienden a provocar respuestas emocionales, conductuales y cognitivas más fuertes y más rápidas que los eventos neutrales o positivos. Por lo tanto, es más probable que las emociones desagradables conduzcan al contagio del estado del ánimo que las emociones placenteras. Otra variable que debe tenerse en cuenta es el nivel de energía en el que se muestra la emoción. A medida que la energía superior atrae más atención hacia ella, la predicción es que la misma valencia emocional (agradable o desagradable) expresada con alta energía conducirá a un mayor contagio que si se expresa con poca energía.

### Contagio emocional Explícito
Contrariamente a la infección automática de los sentimientos descritos anteriormente, hay momentos en que las emociones de los demás están siendo manipuladas por una persona o un grupo para lograr algo. Esto puede ser el resultado de la influencia afectiva intencional de un líder o miembro del equipo. Supongamos que esta persona quiere convencer a los demás de algo, puede hacerlo barriéndolos en su entusiasmo. En tal caso, sus emociones positivas son un acto con el propósito de "contaminar" los sentimientos de los demás. Un tipo diferente de contagio del estado de ánimo intencional es darle al grupo una recompensa o tratamiento para aliviar sus sentimientos.
En la literatura de psicología organizacional, un creciente cuerpo de investigación se dedica a los aspectos del trabajo emocional. En resumen, se trata de la necesidad de gestionar las emociones para que sean coherentes con las reglas de visualización organizacional u ocupacional, independientemente de si son discrepantes con los sentimientos internos. Con respecto al contagio emocional, en entornos de trabajo que requieren una cierta exhibición de emociones, uno se ve obligado a mostrar y, en consecuencia, sentir estas emociones. En un proceso en el que la actuación superficial se convierte en acción profunda, el contagio emocional es el resultado de la gestión intencional de impresiones afectivas.

## En lugares de trabajo y organizaciones

### Intragrupo
Muchas organizaciones y lugares de trabajo actualmente fomentan el trabajo en equipo. Este es un movimiento impulsado por estudios realizados por psicólogos organizacionales que destacan los beneficios de los equipos de trabajo. Las emociones entran en juego y se forma una emoción grupal.
El estado emocional del grupo influye en factores como la cohesión, la moral, la buena relación y el rendimiento del equipo. Por esta razón, las organizaciones deben tener en cuenta los factores que dan forma al estado emocional de los equipos de trabajo, a fin de aprovechar los aspectos positivos y evitar los aspectos perjudiciales de la emoción del grupo. Los gerentes y los líderes de equipo deben ser aún más cautelosos con su comportamiento, ya que su influencia emocional es mayor que la de un miembro del equipo "regular". Se ha demostrado que los líderes son más "contagiosos" emocionalmente que otros.

### Empleado/cliente
La interacción entre los empleados del servicio y los clientes se considera una parte esencial de las evaluaciones de los clientes sobre la calidad del servicio y su relación con el proveedor del servicio. Las exhibiciones afectivas positivas en servicio interaccional se asocian positivamente con los resultados importantes del cliente, como la intención de regresar y recomendar la tienda a un amigo. Es interés de las organizaciones que sus clientes sean felices, ya que un cliente satisfecho está satisfecho. La investigación ha demostrado que el estado emocional del cliente está directamente influenciado por las emociones mostradas por el empleado / proveedor de servicios a través del contagio emocional. Sin embargo, esta influencia depende del grado de autenticidad del despliegue emocional del empleado, de modo que si el empleado solo actúa superficialmente, el contagio del cliente es deficiente, en cuyo caso los efectos beneficiosos indicados anteriormente no ocurrirán.

## Bases neurológicas
Vittorio Gallese postula que las neuronas espejo son responsables de la sintonización intencional en relación con los demás. Gallese y sus colegas de la Universidad de Parma encontraron una clase de neuronas en la corteza premotora que se descarga cuando los monos macacos ejecutan movimientos de manos relacionados con los objetivos o cuando observan a otros haciendo la misma acción. Una clase de estas neuronas se dispara con la ejecución de acciones y la observación, y con la producción de sonido de la misma acción. La investigación en humanos muestra una activación de la corteza premotora y del área parietal del cerebro para la percepción y ejecución de la acción. Gallese continúa su diálogo para decir que los humanos entienden las emociones a través de un estado corporal compartido simulado. La activación neuronal de los observadores permite una comprensión experiencial directa. La "resonancia no mediada" es una teoría similar de Goldman y Sripada (2004). La empatía puede ser un producto del mecanismo funcional en nuestro cerebro que crea una simulación incorporada. El otro que vemos u oímos se convierte en el "otro yo" en nuestras mentes. Otros investigadores han demostrado que observar las emociones de otra persona recluta regiones cerebrales involucradas en (a) experimentar emociones similares y (b) producir expresiones faciales similares. Esta combinación de activaciones indica que el observador activa: (a) una representación del sentimiento emocional del otro individuo que llevaría al contagio emocional y (b) una representación motriz de la expresión facial observada que podría conducir al mimetismo facial. En el cerebro, comprender y compartir las emociones de otras personas sería una combinación de contagio emocional y mímica facial. Es importante destacar que las personas más empáticas experimentan una mayor activación cerebral en las regiones emocionales al presenciar las emociones de otras personas.

### Amígdala
La amígdala es una parte del mecanismo cerebral que subyace en la empatía y permite la armonización emocional y crea el camino para el contagio emocional. Las áreas basales, incluido el tronco encefálico, forman un círculo cerrado de conexiones biológicas que recrean en una persona el estado fisiológico de la otra. El psicólogo Howard Friedman cree que esta es la razón por la cual algunas personas pueden moverse e inspirar a otros. El uso de expresiones faciales, voces, gestos y movimientos corporales transmiten emociones a la audiencia desde un hablante.